# 201-ша зенітна ракетна бригада (Україна)
201-ша зенітна ракетна бригада імені гетьмана Пилипа Орлика (201 ЗРБр, в/ч А2183) — формування військ протиповітряної оборони у складі Повітряних сил України, структурно належить до Повітряного командування «Південь». Завдання частини — охорона повітряного простору Миколаївської області.

## Історія
У 1992 році особовий склад бригади склав присягу на вірність українському народові.
На початку січня 2022 року зенітний ракетний дивізіон С-300ПС 201-ї бригади імені гетьмана Пилипа Орлика повернувся із району проведення операції Об’єднаних сил та заступив на бойове чергування з охорони повітряного простору південної частини України.

## Структура
- управління (в тому числі штаб)
- 2011-й зенітний ракетний дивізіон (С-300ПС)
- 2012-й зенітний ракетний дивізіон (С-300ПС)
- 2013-й зенітний ракетний дивізіон (С-300ПС)
- 2014-й зенітний ракетний дивізіон (С-300В1), в/ч А0609, м. Умань Черкаської області[2]
- 2021-й зенітний ракетний дивізіон (С-300ПС)
- 2022-й зенітний ракетний дивізіон (С-300ПС)
- 2023-й зенітний ракетний дивізіон (С-300ПС)[3]

## Традиції
4 грудня 2019 року бригаді присвоєне почесне найменування «імені гетьмана Пилипа Орлика»
23 серпня 2023 року 201 зенітна ракетна бригада імені гетьмана Пилипа Орлика Повітряних Сил Збройних Сил України указом Президента України Володимира Зеленського відзначена почесною відзнакою «За мужність та відвагу».

## Командири
- 2008—2017: полковник Бобко Олександр Миколайович[6]
- 2017—2019: полковник Могілатенко Андрій Станіславович[6]
- 2019—2022: полковник Петрушенко Валентин Миколайович

## Втрати
- солдат Стовбовенко Олег Олександрович